# ᆚ
ᆚ는 ㅣ와 ㅗ가 합쳐진 것으로, ㅚ와는 달리 ㅣ 소리가 먼저, ㅗ 소리가 나중에 난다. 
훈민정음에서는 일부 지역 방언으로 표기하였다.
현대 한글 표기에서는 쓰이지 않는다.